# Евангелическое суперинтендентство Аугсбургского исповедания Аш
Евангелическое суперинтендентство Аугсбургского исповедания Аш (нем. Evangelische Superintendentur A. B. Asch), сокращённо Евангелическое суперинтендентство А. И. Аш или Суперинтендентство  — епархия Евангелической церкви Аугсбургского исповедания Австрии с 1869 по 1918 годы.
Суперинтендентство возглавлял суперинтендент.

## История

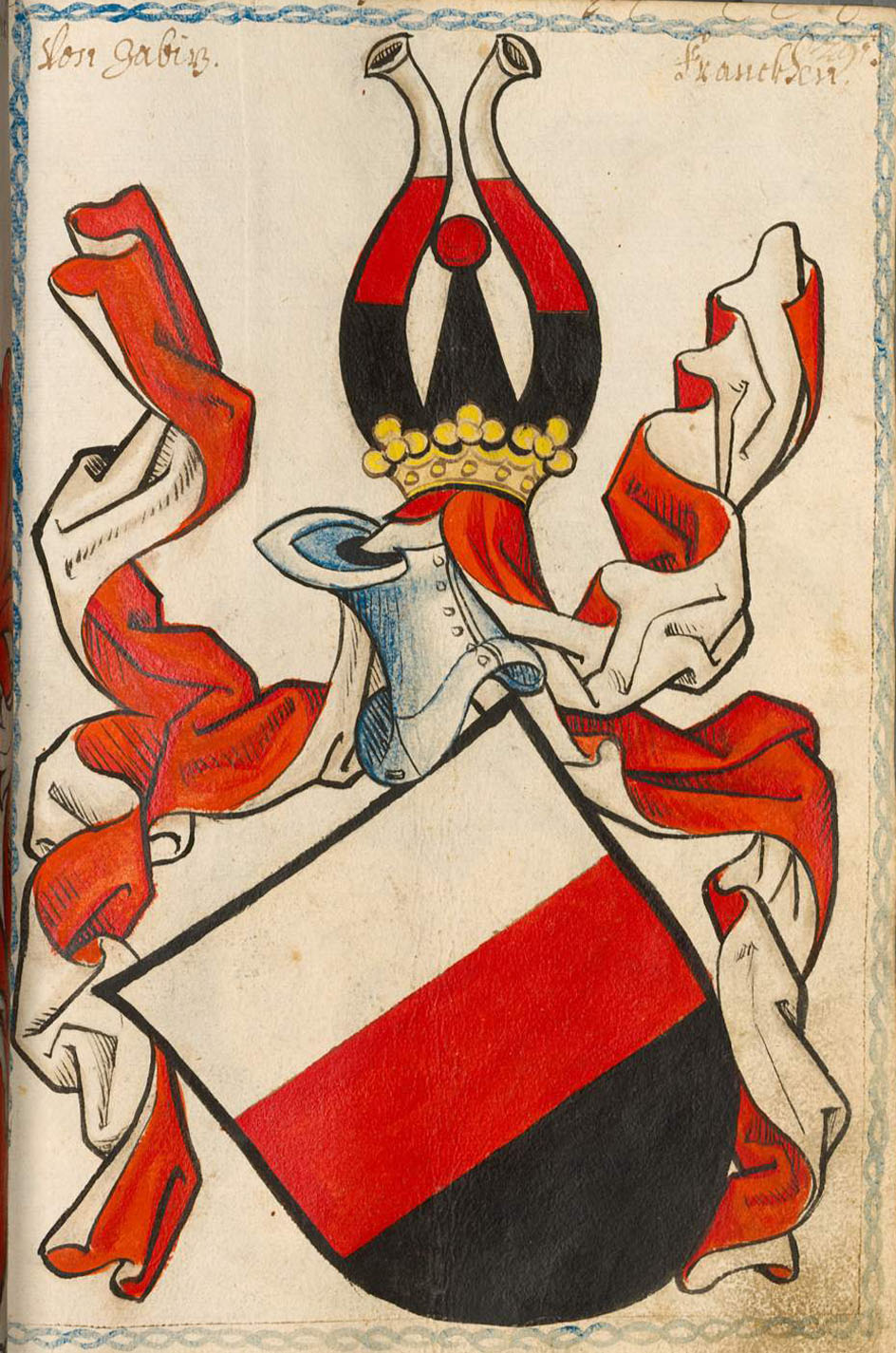
Фамильный герб семьи Цедвиц

Ашский выступ (нем.) был феодальным владением франконской (нем.) и богемской аристократической семьи Цедвицев (нем.), под защитой которых в период Реформации и Контрреформации местные протестантские общины смогли выжить. По мере того, как данная область в конце 18-го века стала частью земель Чешской короны, благодаря "Толерантному патенту" (нем. Toleranzpatent) местные общины получили религиозные привилегии. 
Приходы не входили в Евангелическую церковь Австрии, по отдельности подчиняясь заместителю губернатора пражского инспектората, находясь под покровительством графов Цедвицев. Их церковный суверенитет закончился в 1869 году с основанием Евангелического суперинтендентства А. И. Аш. В 1870 году Трауготт Альберти (нем.) стал первым ашским суперинтендентом. После него следующим, и последним, стал в 1914 году Эмиль Хильдеманн (нем.). После распада Австро-Венгрии в 1918 году чехословацкое правительство запретило поддержку церковных приходов евангелической церкви Австрии, в результате чего Суперинтендентство прекратило своё существование.
В 1920 году в бывшем Суперинтендентстве было три прихода и две проповеднические станции:
- приход Аш (20.000 прихожан) с двумя проповедническими станциями Нассенгруб и Хаслау;
- приход Нойберг (4.800 прихожан);
- приход Росбах (6.000 прихожан)[6].

Общины бывшего Суперинтендентства были присоединены в 1922 году к Немецкой Евангелической церкви Чехии, Моравии и Силезии (до 1924 года — Немецкая протестантская церковь Чехословацкой республики) (нем.), где они образовали приход (нем. Kirchenkreis) Аш.

## Организационная структура
Евангелическое суперинтендентство A. И. Аш территориально занимало Ашский выступ (нем.) (чеш. Ašský výběžek) в политическом округе Аш (нем.) и часть (после ликвидации) в политическом округе Эгер (нем.) (чеш. Okresní hejtmanství Cheb, politický okres Cheb) коронной австрийской земли Богемия (в настоящее время — район Хеб Карловарского края Чехии).
Центр епархии располагался в городе Аш.
По данным на 1913 год в Суперинтендентстве располагались три церковных прихода и три проповеднические станции (агентства) с 29 366 членами.
| Церковный приход | Проповедническая станция |
| ---------------- | ------------------------ |
| Аш               | Нассенгруб • Хаслау      |
| Нойберг          | Тонбрунн                 |
| Росбах           | -                        |

| Имя                      | Срок пребывания |
| ------------------------ | --------------- |
| Трауготт Альберти (нем.) | 1870–1914       |
| Эмиль Хильдеманн (нем.)  | 1914–1918       |
| -                        | -               |

⇑

## Приходы
| Приход (Pfarrgemeinde) | Филиалы и проповеднические пункты (Zweiggemeinde und Predigtstelle) | Дата образования (Gründungsjahr) | Церковные здания (Kirchengebäude)                                      | Изображение (Bild)                |
| ---------------------- | ------------------------------------------------------------------- | -------------------------------- | ---------------------------------------------------------------------- | --------------------------------- |
| Аш (Asch)              | -                                                                   | около 1550                       | Протестантская церковь (Аш) (Evangelische Kirche in Asch)              | Протестантская церковь (Аш)       |
| Аш (Asch)              | Филиал: Нассенгруб (Nassengrub)                                     | 1909                             | Протестантская церковь (Нассенгруб) (Nassengrub)                       |                                   |
| Аш (Asch)              | Филиал: Хаслау (Haslau)                                             | 1904                             | Протестантская церковь (Хаслау) (Haslau)                               | Протестантская церковь (Хаслау)   |
| Нойберг (Neuberg)      | -                                                                   | около 1560                       | Церковь Доброго Пастыря (Нойберг) (Kirche zum Guten Hirten in Neuberg) | Церковь Доброго Пастыря (Нойберг) |
| Нойберг (Neuberg)      | Проповеднический пункт: Грюн (Grün)                                 | 1933                             | Школа (Грюн) (Schule in Grün)                                          |                                   |
| Нойберг (Neuberg)      | Проповеднический пункт: Тонбрунн (Thonbrunn)                        | 1905                             | Фабричное здание (Тонбрунн) (Fabrikgebäude in Thonbrunn)               |                                   |
| Росбах (Roßbach)       | -                                                                   | 1560                             | Протестантская церковь (Росбах) (Evangelische Kirche in Roßbach)       | Протестантская церковь (Росбах)   |
| Флайсен (Fleißen)      | -                                                                   | 1834                             | Протестантская церковь (Флайсен) (Evangelische Kirche in Fleißen)      | Протестантская церковь (Флайсен)  |

⇑

## Статистика
| Характеристика общин   | Центр (штаб-квартира) | Дата учреждения | Дата вхождения | Церковное здание (год) | Прихожане (паства) | Прихожане (паства) | Состав прихода | Религиозное обучение за пределами штаб-квартиры                                                                                                 |
| Характеристика общин   | Центр (штаб-квартира) | Дата учреждения | Дата вхождения | Церковное здание (год) | Всего              | в том числе центр  | Состав прихода | Религиозное обучение за пределами штаб-квартиры                                                                                                 |
| ---------------------- | --------------------- | --------------- | -------------- | ---------------------- | ------------------ | ------------------ | --- | --- |
| Аш                     |                       |                 |                |                        |                    |                    | | |
| Церковный приход       | Аш                    | около 1550      |                | Церковь (1749)         | 17 714             | 16 287             | Округ Аш (нем.): Аш, Вернерсройт (Вернержов), Меринг (Уйезд), Нидерройт (Дольни Пасеки), Оберройт (Горни Пасеки), Шёнбах (Красна), Шильдерн (Штитары)                                                | Вернерсройт, Меринг, Нассенгруб (Мокржины), Нидерройт, Нойенбранд (Нови Ждяр), Хаслау (Газлов), Шёнбах (округ Аш), Шильдерн Лаутербах (Бавария) |
| Приходской филиал      | Нассенгруб            | 1909            | 1922           | Церковь (1914)         | 1 068              |                    | Нассенгруб (Мокржины), Нойенбранд (Нови Ждяр), Химмельрайх (Небеса) | |
| Приходской филиал      | Хаслау                | 1904            | 1922           | Церковь (1907)         | 359                |                    | Либенштайн (Либа) с окружением политического округа Эгер, Линдау (Липна), Оттенгрюн (Отов), Роммерсройт (Подильна), Хальбгебой (Подильна), Хаслау (Газлов), Хиршфельд (Газлов), Штайнгрюн (Выгледи), | |
| Нойберг                |                       |                 |                |                        |                    |                    | | |
| Церковный приход       | Нойберг               | около 1560      | 1875           | Церковь                | 3 583              | 2 302              | Грюн (Дубрава), Кругсройт (Копанины), Нойберг (Подгради), Тонбрунн (Студанка), Штайнпёль (Каменна)                                                                                                   | Грюн, Кругсройт, Тонбрунн, Штайнпёль |
| Проповеднический пункт | Грюн                  | 1933            |                | Школа                  | 637                |                    | Грюн (Дубрава) | |
| Проповеднический пункт | Тонбрунн              | 1905            |                | Фабричное здание       | 644                |                    | Тонбрунн (Студанка) | |
| Росбах                 |                       |                 |                |                        |                    |                    | | |
| Церковный приход       | Росбах                | 1560            |                | Церковь                | 4 743              |                    | Росбах, Фридерсройт (Паствины) и часть Кайзерхаммер (Цисаржски-Гамр) населённого пункта Готтмансгрюн (Троймези)                                                                                      | |
| Флайсен                |                       |                 |                |                        |                    |                    | | |
| Церковный приход       | Флайсен               | 1834            |                | Церковь (1849)         | 1 785              |                    | Вильдштайн (судебный округ), Эгер (округ) | Вильдштайн, Фойтерсройт, Шёнбах (Штадт), Шнеккен, Штайнгруб и чешские школы: Вильдштайн, Флайсен                                                |

⇑

## Комментарии
1. 1 2  В оригинале Thonbrumm  (см. http://mujweb.cz/mathesius/053n.shtml Архивная копия от 23 апреля 2016 на Wayback Machine) вместо Thonbrunn  (нем.)
2. ↑  В оригинале Rossbach (см. http://mujweb.cz/mathesius/053n.shtml Архивная копия от 23 апреля 2016 на Wayback Machine) вместо Roßbach (нем.)
3. ↑  Оригинальный текст: Rossbach, Friedersreuth, u. Gottmannsgrün m. Ausnahme des Ortsteiles Kaiserhammer, der nach Regnitzlosau i. Bayern eingepfarrt ist. (см. http://mujweb.cz/mathesius/053n.shtml Архивная копия от 23 апреля 2016 на Wayback Machine) (нем.)
4. ↑  В оригинале 1.1785 (см. http://mujweb.cz/mathesius/053n.shtml Архивная копия от 23 апреля 2016 на Wayback Machine) (нем.)
5. ↑  В оригинале Schnecken, Steingrub, Schönbach (Stadt), Voitersreuth, Wildstein und tschech. Schulen in Fleißen und Wildstein (см. http://mujweb.cz/mathesius/053n.shtml Архивная копия от 23 апреля 2016 на Wayback Machine) (нем.)

## Внешние ссылки
- Landkreis Asch Verwaltungsgeschichte und die Landräte auf der Website territorial.de (Rolf Jehke), Stand 25. August 2013. (нем.)
- История ландкрайса Аш (нем.)
- Географические координаты суперинтендентства А. И. Аш: 50°15′21″ с. ш. 12°12′03″ в. д.HGЯO.